# Setubal Challenger 1989
Il Setubal Challenger 1989 è stato un torneo di tennis facente parte della categoria ATP Challenger Series nell'ambito dell'ATP Challenger Series 1989. Il torneo si è giocato a Setúbal in Portogallo dal 3 al 9 aprile 1989 su campi in cemento.

## Vincitori

### Singolare
Chris Pridham ha battuto in finale  Rikard Bergh con il punteggio di 6–4, 6–1

### Doppio
Steve DeVries /  Richard Matuszewski hanno battuto in finale  David Felgate /  Stephen Shaw con il punteggio di 6–3, 6–1